# كلود دوبويس
كلود دوبويس هو سياسي كندي، ولد في 11 أكتوبر 1931 في كندا. حزبياً، نشط في الإتحاد الوطني. وقد انتخب عضو الجمعية الوطنية في كيبك ‏.